# پارامو د بئدو
پارامو د بئدو (به اسپانیایی: Páramo de Boedo) یک شهرستان در اسپانیا است که در استان پالنسیا واقع شده‌است.

## خصوصیات
پارامو د بئدو ۲۲ کیلومترمربع مساحت و ۱۰۷ نفر جمعیت دارد.